# Касии
Касиите (Cassii) e името на gens Cassia, една от най-старите плебейски фамилии в Римската империя. Мъжете носят името Касий (Cassius).
Виа Касия (Via Cassia) от Рим за Аретиум e построена от фамилията. Името на италианския град Cassano Irpino произлиза от gens Cassia.
Известни от фамилията:
- Спурий Касий Вецелин, консул 502, 493 и 486 пр.н.е.
- Гай Касий Лонгин, консул 171 пр.н.е.
- Гай Касий Лонгин (консул 171 пр.н.е.)
- Луций Касий Хемина, римски историк и писател
- Луций Касий Лонгин Равила, консул 127 пр.н.е.
- Квинт Касий Лонгин (консул 164 пр.н.е.)
- Гай Касий Лонгин (консул 124 пр.н.е.)
- Квинт Касий Лонгин (консул 164 пр.н.е.)
- Луций Касий Лонгин Равила, консул 127 пр.н.е., познат с въпроса cui bono?
- Луций Касий Лонгин (консул 107 пр.н.е.), консул 107 пр.н.е.
- Луций Касий Лонгин, консул 107 пр.н.е.
- Луций Касий Лонгин (трибун 104 пр.н.е.), народен трибун 104 пр.н.е.
- Гай Касий Лонгин (консул 96 пр.н.е.)
- Гай Касий Лонгин (консул 73 пр.н.е.), вероятно баща на убиеца на Цезар Гай Касий Лонгин
- Луций Касий Лонгин (претор 66 пр.н.е.), претор 66 пр.н.е., привърженик на Луций Сергий Катилина
- Касий (трибун 56 пр.н.е.), народен трибун 56 пр.н.е.
- Гай Касий Лонгин, заговорник срещу Юлий Цезар
- Гай Касий Парменсис, писател, заговорник против Цезар
- Квинт Касий Лонгин, народен трибун 49 пр.н.е.; брат на Гай Касий Лонгин
- Луций Касий Лонгин (трибун 44 пр.н.е.), народен трибун 44 пр.н.е.
- Касий Херея († 41), центурион 14 г. от армията на Германик
- Луций Касий Лонгин (консул 11 г.), суфектконсул 11 г.
- Луций Касий Лонгин (консул 30 г.), консул 30 г., женен за Друзила, сестрата на Калигула
- Касий Север († 32 г.), оратор
- Гай Касий Лонгин, юрист, суфектконсул 30 г.
- Луций Касий Лонгин, жени се през 33 г. за Друзила, сестра на римския император Калигула
- Публий Касий Секунд, суфектконсул 138 г.
- Тиберий Лициний Касий Касиан, суфектконсул 147 г.
- Марк Касий Аполинар, суфектконсул 150 г.
- Авидий Касий, римски узурпатор 175 г.
- Касий Апрониан, суфектконсул 183/184 г., баща на Дион Касий
- Гай Касий Регалиан, суфектконсул 202 г. Публий Касий Регалиан, управител вна Мизия и узурпатор 260 г. против Галиен
- Луций Касий Дион Кокцеан (Дион Касий), историк, консул 229 г.
- Касий Дион (консул 291 г.), консул 291 г.
- Касий Лонгин, философ 3 век
- Касий, легионерски войник, християнски мъченик 3 век

Жени:
- Касия Лонгина, съпруга на генерал Гней Домиций Корбулон
- Касия Лепида (* ок. 80), дъщеря на Касий Лепид (* ок. 55), внучка на Юния Лепида и Гай Касий Лонгин (юрист); съпруга на Гай Юлий Александър Беренициан
- Юлия Касия Александрия, (* 105), съпруга на Гай Авидий Хелиодор (* 100 г.); майка на Авидий Касий (* 130 г., узурпатор 175 г.).

Други:
- Виа Касия, древноримски път